# Uma Vida Melhor
A Better Life (bra/prt: Uma Vida Melhor) é um filme estadunidense de 2011, do gênero drama, dirigido por Chris Weitz, com roteiro de Eric Eason e Roger L. Simon.
Em 24 de janeiro de 2012, o ator Demián Bichir foi indicado ao Oscar de melhor ator por sua interpretação no filme.

## Sinopse
A Better Life retrata a vida de Carlos Galindo (Demián Bichir), um jardineiro que trabalha na cidade de Los Angeles em parceria com Blasco Martinez (Joaquin Cosio), que tenta convencê-lo a comprar o seu negócio. Ao mesmo tempo, Galindo busca sustentar o seu filho e mantê-lo longe dos agentes de imigração.

## Elenco
- Demián Bichir ....... Carlos Galindo
- José Julián ....... Luis Galindo
- Carlos Linares ....... Santiago
- Eddie "Piolín" Sotelo ....... ele mesmo
- Joaquín Cosio ....... Blasco Martinez
- Nancy Lenehan ....... Mrs. Donnely
- Gabriel Chavarria ....... Ramon
- Bobby Soto ....... Facundo
- Chelsea Rendon ....... Ruthie Valdez
- Kimberly Morales ....... Julia Blanco
- Lizbeth Leon ....... Lily Castillo

## Prêmios e indicações
| Prêmio     | Categoria   | Recipiente    | Resultado |
| ---------- | ----------- | ------------- | --------- |
| Oscar 2012 | Melhor ator | Demián Bichir | Indicado  |

## Recepção
A crítica ao filme A Better Life foi predominantemente positiva. O filme recebeu 86% de críticas positivas pelo Rotten Tomatoes. Demián Bichir foi indicado ao Oscar de melhor ator em 24 de janeiro de 2012. Manola Dargis, crítica de cinema do The New York Times, chamou o filme de "tocante e surpreendente". Peter Travers, da revista Rolling Stone, descreveu o filme como "um filme assombroso que fica sob a pele." Escrevendo para a Entertainment Weekly, Dave Karger chamou A Better Life de um "drama agitado, bastante poderoso com um desempenho ótimo de Demián Bichir." Karger disse que o filme é um "concorrente a prêmios"."
Roger Ebert, do Chicago Sun-Times deu ao filme 3,5 estrelas em 4. O crítico do The New Yorker Richard Brody escreveu: "A história se desenrola sem hagiografia, piedade ou heroísmo, mas o cineasta aborda a vida de pessoas comuns com uma compaixão modesta e simpatia imaginativa".